# 134028 Mikefitzgibbon
134028 Mikefitzgibbon este o planetă minoră (asteroid) din centura de asteroizi. A fost descoperită pe 12 noiembrie 2004 la Catalina Station⁠(d) de Catalina Sky Survey. 
Obiectul prezintă o orbită caracterizată de o semiaxă mare de 2,3516353627016 UAi, o excentricitate de 0,05, o înclinație de 6,8 ° în raport cu ecliptica.